# 圖拉 (美屬薩摩亞)
圖拉（英語：Tula）是位於美屬薩摩亞圖圖伊拉島東區的一座村莊。圖拉位於維法努奧縣，根據2010年美國人口普查的數據顯示，居住在圖拉的人口為405人。
圖拉是圖圖伊拉最早的定居點之一，早在公元前600年就有人定居。在該鎮附近的史前採石場發現了許多古代文物。